# Indira Jaising
Indira Jaising, née le 3 juin 1940 à Bombay, en Inde, est une avocate indienne, qui a plaidé plusieurs dossiers célèbres, notamment sur l'environnement, les droits des femmes et contre les violences faites aux femmes.

## Biographie
Indira Jaising est née de parents sindhi, qui ont dû quitter ce qui est aujourd'hui le Pakistan, et qui ont conservé de douloureux souvenirs de la partition et de la maison ancestrale, en étant obligés de tout laisser derrière eux. Elle fait ses études à Bombay et à Bangalore  et a commencé comme avocate dans les années 1960.
En 1981, avec son mari Anand Grover, elle fonde The Lawyers Collective, une ONG consacrée aux droits des femmes et aux combats contre le tabac, le sida et la corruption. En 1986, elle est devenue la première femme à être désignée avocat principal par la Haute Cour de Bombay.

### Droits des femmes en Inde
Parmi les différentes causes qu'elle a soutenues comme avocate, elle a notamment plaidé en 1986 le cas de Mary Roy et a  réussi à convaincre le tribunal que les femmes chrétiennes dans le Kerala devraient avoir un droit égal aux hommes à l'héritage. En 1999, elle a argumenté, devant la Cour suprême de l'Inde, une requête de Githa Hariharan, pour que les mères soient reconnues au même titre que les pères «tuteur naturel» de leurs enfants,. En 2015, elle soutient une militante des droits de l'homme et de la femme, Teesta Setalvad, accusée dans l'État indien de Gujarat, de fomenter la haine entre religions hindoue et musulmane,  et d'avoir effectué des détournements d'argent.
Elle a contribué également à l'élaboration d'une loi sur la violence conjugale.

### Droits des sans-abri, lutte contre la corruption
Indira Jaising a notamment travaillé sur les questions concernant les dépossédés et les sans-domicile des rues de Bombay. Elle est également intervenue à plusieurs reprises contre la corruption dans le système judiciaire indien.

### Environnement
En 1985, Indira a représenté les victimes de la catastrophe de Bhopal, à l'usine Union Carbide. Elle a aussi fait valoir les droits de ceux qui ont perdu leurs terres lors de la construction du barrage de Tehri, ainsi que pour protéger l'écologie fragile de la région. Elle a également été la première à plaider contre des hôtels cinq-étoiles à Goa dont la construction érode le littoral et viole les réglementations côtières zonales.

## Principales publications
- (en) Law of domestic violence : a user's manual for women, 5 éditions en anglais entre 2001 et 2008.
- (en) Sexual harassment at workplace, 2014.

### Webographie
- Notices d'autorité :   - VIAF
  - ISNI
  - IdRef
  - LCCN
  - Israël
  - WorldCat
- « « De la campagne au contrôle » : rendre les lois sur la violence domestique véritablement efficaces pour les femmes en Inde », sur ONU Femmes .
- (en) « Indira Jaising – India », sur word.world-citizenship.org, 8 février 2009 .